# 笑福亭仁鶴 (3代目)
三代目 笑福亭 仁鶴（さんだいめ しょうふくてい にかく、、1937年〈昭和12年〉1月28日 - 2021年〈令和3年〉8月17日）は、日本の落語家、テレビタレント、司会者。上方落語の名跡「笑福亭仁鶴」の3代目。出囃子は「猩々くずし」または「だんじり」。本名は岡本 武士。
大阪府大阪市生野区出身。妻は吉本新喜劇に在籍した永隆子。
1960年代後半から70年代前半にかけて、深夜ラジオ番組の出演で当時の若者層から絶大な人気を博し、番組中に発した「どんなんかな～」で一気にブレイクした。後述する「四角い仁鶴がまぁーるくおさめまっせぇ」のフレーズで有名なNHK大阪放送局制作の法律バラエティ番組の元祖『バラエティー生活笑百科』の2代目相談室長(MC)として知られた。
所属事務所は吉本興業（1964年 - 2021年）で、同社特別顧問を務めた。上方落語協会会員。身長165cm、体重58kg。血液型はO型。

## 来歴
生家は鉄工所を経営していた。大阪市立田島中学校から大阪市立生野工業高等学校の定時制に進む。その時期に古道具屋で購入した初代桂春団治のSPレコードを聴き、落語に関心を抱く。SPレコードや書籍などを収集して落語をおぼえた。
やがて人に聞かせる欲求が芽生え、朝日放送ラジオ『東西お笑い他流試合』『素人演芸会』『素人落語ノド自慢』、新日本放送『素人名人会』などの素人参加番組に出演する。その演技は『東西お笑い他流試合』のプロデューサーだった狛林利男から、欠員者の代替として出演を依頼されるほどになる。それらの番組のやはり常連出場者だった前田達（のちの2代目桂枝雀）ら演芸好きの仲間と天狗連を結成し、自前の即席落語会や慰問上演などをおこなった。前田が3代目桂米朝に弟子入りした（当時は桂小米）翌年の1962年3月中旬、素人参加番組の審査員だった6代目笑福亭松鶴に入門を懇願し、4月1日に正式に弟子入りした（笑福亭鶴光、笑福亭鶴瓶は弟弟子。明石家さんまは従弟弟子に当たる）。松鶴を選んだ理由の一つは、松鶴に初代春団治の雰囲気を感じたことにあった。松鶴はのちに、即刻入門を許可した弟子は初めてだったと述べている。鉄工所は兄が継いでいたため親の反対はなく、実家の手伝いをすることのみを条件とされた（松鶴は弟子を同居させず「通い弟子」としたので、帰宅して仕事ができた）。
「仁鶴」という芸名は、入門からしばらく経ってから決まった。この由来について、松鶴がタクシーで角を曲がる指示の言葉（「二番目の角」）から発案したという記述が書籍にも記載されているが、仁鶴自身は2013年の聞き書きで「あれは冗談」と述べている。
1962年12月の「三越落語会」が初舞台となる。入門翌年の1963年から吉本興業に所属した。これは、当時数少ない吉本所属の落語家だった3代目林家染丸が、演芸場の増加（なんば花月・京都花月がこの前後にオープン）に対応して落語家を増やしたい意向から勧誘したとされる。染丸は松鶴に持ちかけ、松鶴の問いかけに仁鶴が同意した。仁鶴に吉本を薦めた理由は、染丸、松鶴ともに「吉本向きだから」だったという。この結果、師匠の松鶴（松竹芸能所属）とは異なるプロダクションに籍を置くことになる。
5月に京都花月で吉本での初舞台を踏み、ネタは「くっしゃみ講釈」であった。この初日の高座は受けなかったため、翌日からは書きためていた小咄を話し、客をつかんでいった。
9月より、2代目桂春蝶の主導で千日前にある自安寺を会場として始まった「上方ばなし若手会」に参加する。最初の参加メンバーである春蝶・仁鶴・小米・桂朝丸（のちの2代目桂ざこば）・笑福亭光鶴（のちの5代目笑福亭枝鶴）は「若手五人会」を称した。
1964年4月、阪神百貨店1階にラジオ大阪のサテライトスタジオができると、仁鶴はそこから放送される「即席リレー小話、ハイ本番」に出演して、新聞記事を題材とした小話を演じた。これがその後のラジオDJ起用につながることになる。
1967年4月、吉本新喜劇の女優だった永隆子と結婚する。以来、仁鶴が隆子の話をする際には「隆子ヒメ」と呼ぶことが多かった。
前記の「即席リレー小話、ハイ本番」で才能を見たラジオ大阪ディレクターの中西欣一は、新たに始めるオールナイト番組のDJを仁鶴に依頼する。しかし仁鶴は「こんな長い時間、ようしゃべりませんわ。ネタもないし……」と消極的だった。中西は「送ってくるはがきに（引用者注：高座名の仁鶴ではなく本名の）岡本として答えろ」と説得し、出演を受諾する。中西は仁鶴を含む各DJに「喜怒哀楽を出すこと。怒る時もきっちり怒れ。標準語やなく自分が日ごろ使っている言葉でええ」と指示した。こうして始まった『オーサカ・オールナイト 夜明けまでご一緒に!』（火曜日担当）で仁鶴のしゃべりは絶大な人気を集め、高校生がターゲットという番組の性格から艶笑話も交えたことで「エロ仁鶴」のあだ名も付けられた。さらにその後1969年4月に始まった『ABCヤングリクエスト』（朝日放送ラジオ）内の内包番組「仁鶴・頭のマッサージ」でも人気を得た。後に仁鶴を代表するギャグとなった「どんなんかな～」は仁鶴がはがきを紹介する際「どんなはがきでしょうか」という意味で絶叫していたものであった。また同番組では、架空の「掃除のおばちゃん」が放送中にスタジオブースに入って来て仁鶴のまわりをうろつく、という設定をたびたび演じて評判を取り、のちに自身の歌『おばちゃんのブルース』の元になった。
1960年代後半以降、落語ブームも相まって、月亭可朝や桂三枝（現在の6代桂文枝）とともに、吉本興業の顔として花月劇場チェーンへの出演のかたわら、テレビ、ラジオ、映画、レコードに多数出演し、お笑いタレントの宝庫としての吉本の基礎を築いた。戦後の吉本に対する仁鶴の功績について、漫才作家の足立克己は「今日の吉本の基は仁鶴が作った」「吉本中興の祖」と評した。吉本の総帥・林正之助でさえ、仁鶴には頭が上がらなかったという。初代桂春団治などの大物芸人を呼び捨てにしていた正之助が、親子ほど年の離れた仁鶴にだけは「さん」付けで呼んでいたと、後輩の前田五郎は著書に記している。正之助は生前、「仁鶴の面倒は一生吉本で見るようにせい」と言い残している。
やがて仁鶴は、『ヤングおー!おー!』（毎日放送）を通じて全国区のタレントとなった。『ヤングおー!おー!』では、放送開始直後に「ごきげんよう! ごきげんよう!」とがなり立て、裏番組の『てなもんや一本槍』（朝日放送テレビ）にチャンネルを変えさせないポジションを担った。仁鶴は「視聴率を5%上げる男」との異名を取り、当時のテレビ関係者はキャスティングするため奔走したという。1972年には『第23回NHK紅白歌合戦』(NHK総合・ラジオ第1）に応援ゲストとして出演している。同年に放映された「ボンカレー」（大塚食品）のCMで時代劇『子連れ狼』のパロディとして拝一刀に扮し、「3分間待つのだぞ」のフレーズで一世を風靡した。この時期、仁鶴の写真がプリントされた大塚食品の自動販売機の筐体が多数製作・設置された。
落語会や寄席でも人気が上昇し、めくりが仁鶴の名に変わる、出てきた仁鶴が一声出す、といった落語本番よりも前の段階で客席が沸き笑い声が起きるほどであった。そのため、当時漫談の滝あきらからは「笑いの爆弾男」とのあだ名を付けられる。タレントとして有名になっても吉本の劇場で高座に上がることは欠かさず、当時のなんば花月（定員900人）に1日で8500人が押し寄せた。
「四角い仁鶴がまぁーるくおさめまっせぇ」のフレーズで有名な法律バラエティ番組の元祖『バラエティー生活笑百科』（NHK大阪）や、『大阪ほんわかテレビ』（ytv）などのレギュラー番組を長らく受け持つ。
吉本のみならず上方落語界の重鎮として、独演会や一門会などの落語会で活躍する一方、吉本の本拠地・なんばグランド花月（NGK）にも月1回のペースで出演していた。
1986年の6代目松鶴の没後は総領弟子として一門をまとめる立場にあった。1993年12月28日、仁鶴は一門の忘年会で6代目松鶴の7番弟子であった笑福亭松葉に「松鶴」の名跡を継がせる意向を事前の相談なく示し、一門は紛糾した。6代目松鶴自身は遺言に、7代目は仁鶴と記していた。1994年1月14日、吉本興業本社で会見を開いた仁鶴は、松葉を人格・技量のいずれにおいても「ベター」という持論を示し、記者から質問されて「ぼくの唯一のわがままです」と答えた。この答は、（6代目松鶴の大半の弟子が所属する）「松竹芸能への配慮」と受け止められた。2月5日に仁鶴以外の全一門は協議で「仁鶴への7代目襲名と、それが拒否された場合は仁鶴の発言撤回を求める」と決議したものの、2月26日の再度の話し合いにより、松葉の7代目襲名が決定した。しかし、その後松葉は病に倒れ、襲名披露公演が予定されていた1996年9月22日に死去した（没後に7代目松鶴を追贈）。
この松鶴襲名を巡る騒動のさなかの1994年1月3日には、豊中市にある自宅が半焼した。その際、長年かけて収集してきた落語関連の資料も被災している。
2005年2月1日には吉本興業特別顧問に就任し、タレント活動を続けながらご意見番を担うことになった。これは仁鶴の常日頃の人柄、吉本興業に対する過去からの貢献によるものである。
2017年5月に『バラエティー生活笑百科』の収録を放送開始32年目にして初めて欠席し、同年6月2日に妻の隆子が死去した。服喪期間を経て一時的に収録参加や高座出演に復帰したが、愛弟子（仁勇、2017年12月死去）も亡くした心労および、夏に体調を崩したこともあり休演が続くようになった。2018年9月に大阪市内で行われた師匠の6代目松鶴の三十三回忌法要に姿を見せ、報道陣からの取材に応じた。その後、同年9月に天満天神繁昌亭で行われた「六代目笑福亭松鶴生誕百年祭」への出演や同年10月の京都・西本願寺で行われた「京都国際映画祭2018」のオープニングセレモニーへの出席（生前最後の公の場への登場となった）など、体調面を考慮し散発的な仕事はこなしていたが、レギュラー番組への出演は見合わせている状態であった。体調不良によって休演を続けていたが公式な発表はなかった。
2021年8月17日、骨髄異形成症候群のため大阪府内の自宅で死去した。84歳没。訃報は同月20日、所属していた吉本興業より公表された。奇しくも、この日は6代目松鶴の誕生日であった。

### 受賞歴
- 1970年 - 第3回大阪府民劇場奨励賞
- 1972年 - 第12回日本放送作家協会賞演芸部門
- 1974年 - 第3回上方お笑い大賞大賞
- 1994年 - 大阪市民表彰文化功労賞
- 2002年 - 第53回NHK放送文化賞
- 2022年 - 上方演芸の殿堂入り

（出典）

## 弟子
いずれも吉本興業所属。兄弟弟子、孫弟子などについては「松鶴一門」のページを参照のこと。
- 笑福亭仁智
- 笑福亭仁福
- 笑福亭仁扇
- 笑福亭仁勇
- 笑福亭仁嬌
- 笑福亭仁幹
- 笑福亭仁昇

廃業した元弟子
- 笑福亭仁燕
- 笑福亭仁徳
- 笑福亭仁雀 - 1972年7月入門、1988年廃業
- 笑福亭仁碌
- 笑福亭仁助 - 現在は「鶴橋 減滅渡（つるはし へるめっと）」（豊橋落語天狗連）[31]

### 系図
| 三代目笑福亭仁鶴† | 三代目笑福亭仁鶴† | 三代目笑福亭仁鶴† | 三代目笑福亭仁鶴† | 三代目笑福亭仁鶴† | 三代目笑福亭仁鶴† |  |  | 笑福亭仁智  | 笑福亭仁智 | 笑福亭仁智 | 笑福亭仁智 | 笑福亭仁智 | 笑福亭仁智 |  |  | 笑福亭智之介 | 笑福亭智之介 | 笑福亭智之介 | 笑福亭智之介 | 笑福亭智之介 | 笑福亭智之介 |
| 三代目笑福亭仁鶴† | 三代目笑福亭仁鶴† | 三代目笑福亭仁鶴† | 三代目笑福亭仁鶴† | 三代目笑福亭仁鶴† | 三代目笑福亭仁鶴† |  |  | 笑福亭仁智  | 笑福亭仁智 | 笑福亭仁智 | 笑福亭仁智 | 笑福亭仁智 | 笑福亭仁智 |  |  | 笑福亭智之介 | 笑福亭智之介 | 笑福亭智之介 | 笑福亭智之介 | 笑福亭智之介 | 笑福亭智之介 |
|                   |                   |                   |                   |                   |                   |  |  |             |            |            |            |            |            |  |  | 笑福亭智六†  |              |              |              |              |              |
|                   |                   |                   |                   |                   |                   |  |  |             |            |            |            |            |            |  |  |              |              |              |              |              |              |
|                   |                   |                   |                   |                   |                   |  |  |             |            |            |            |            |            |  |  | 笑福亭智丸   |              |              |              |              |              |
|                   |                   |                   |                   |                   |                   |  |  |             |            |            |            |            |            |  |  |              |              |              |              |              |              |
|                   |                   |                   |                   |                   |                   |  |  |             |            |            |            |            |            |  |  | 笑福亭大智   |              |              |              |              |              |
|                   |                   |                   |                   |                   |                   |  |  |             |            |            |            |            |            |  |  |              |              |              |              |              |              |
|                   |                   |                   |                   |                   |                   |  |  | 笑福亭仁福  |            |            |            |            |            |  |  |              |              |              |              |              |              |
|                   |                   |                   |                   |                   |                   |  |  |             |            |            |            |            |            |  |  |              |              |              |              |              |              |
|                   |                   |                   |                   |                   |                   |  |  | 笑福亭仁扇  | 笑福亭仁扇 | 笑福亭仁扇 | 笑福亭仁扇 | 笑福亭仁扇 | 笑福亭仁扇 |  |  | 笑福亭扇平   | 笑福亭扇平   | 笑福亭扇平   | 笑福亭扇平   | 笑福亭扇平   | 笑福亭扇平   |
|                   |                   |                   |                   |                   |                   |  |  | 笑福亭仁扇  | 笑福亭仁扇 | 笑福亭仁扇 | 笑福亭仁扇 | 笑福亭仁扇 | 笑福亭仁扇 |  |  | 笑福亭扇平   | 笑福亭扇平   | 笑福亭扇平   | 笑福亭扇平   | 笑福亭扇平   | 笑福亭扇平   |
|                   |                   |                   |                   |                   |                   |  |  | 笑福亭仁勇† |            |            |            |            |            |  |  |              |              |              |              |              |              |
|                   |                   |                   |                   |                   |                   |  |  |             |            |            |            |            |            |  |  |              |              |              |              |              |              |
|                   |                   |                   |                   |                   |                   |  |  | 笑福亭仁嬌  | 笑福亭仁嬌 | 笑福亭仁嬌 | 笑福亭仁嬌 | 笑福亭仁嬌 | 笑福亭仁嬌 |  |  | 笑福亭嬌太   | 笑福亭嬌太   | 笑福亭嬌太   | 笑福亭嬌太   | 笑福亭嬌太   | 笑福亭嬌太   |
|                   |                   |                   |                   |                   |                   |  |  | 笑福亭仁嬌  | 笑福亭仁嬌 | 笑福亭仁嬌 | 笑福亭仁嬌 | 笑福亭仁嬌 | 笑福亭仁嬌 |  |  | 笑福亭嬌太   | 笑福亭嬌太   | 笑福亭嬌太   | 笑福亭嬌太   | 笑福亭嬌太   | 笑福亭嬌太   |
|                   |                   |                   |                   |                   |                   |  |  | 笑福亭仁幹  |            |            |            |            |            |  |  |              |              |              |              |              |              |
|                   |                   |                   |                   |                   |                   |  |  |             |            |            |            |            |            |  |  |              |              |              |              |              |              |
|                   |                   |                   |                   |                   |                   |  |  | 笑福亭仁昇  |            |            |            |            |            |  |  |              |              |              |              |              |              |
|                   |                   |                   |                   |                   |                   |  |  |             |            |            |            |            |            |  |  |              |              |              |              |              |              |

## 芸風
天狗連で売り出した当時は、初代桂春団治ばりのあくの強いスピーディーな語り口であったが、6代目笑福亭松鶴に入門直後は、「教えてもうた通りきっちりとやらなあかん時期」だったため、「地味で硬い語り口」に転じた。そこで基礎から落語を学び直し、やがて本来の「機関銃のような」スピードと強さを取り戻していった。1970年代後半に喉を痛めてからは芸風を変更し、的確な描写力を持ってじっくりと聴かせる正統派の落語家となった。そのことを指摘された折には「声が出ェへんさかいに仕方なしにこないしてんねがな」という反応も示している。
バリトンの声調を持つ特徴的な声色と口調は、松井成行（シンデレラエキスプレス）や大林健二（モンスターエンジン）、せいや（霜降り明星）など、多くの後輩芸人にものまねされている。

## 持ちネタ
代表的な持ちネタには、『青菜』『池田の牛ほめ』『池田の猪買い』『牛の丸薬』『延陽伯』『お国訛り』『辛子医者』『替り目』『黄金の大黒』『口入屋』『くっしゃみ講釈』『月宮殿星の都』『子供情話』『酒の粕』『三人旅』『質屋蔵』『死神』『借家怪談』『寿限無』『正月丁稚』『崇徳院』『狸賽』『鉄砲勇助』『次の御用日』『壺算』『道具屋』『無い物買い』『貧乏花見』『夏の医者』『人形買い』『万国島巡り』『初天神』『七度狐』『百年目』『兵庫船』『不動坊』『へっつい盗人』『向こう付け』『宿屋仇』などがある。
通常、ネタは師匠（または先輩）から弟子に伝えられるものであるが、『黄金の大黒』は逆をたどり、仁鶴から師匠松鶴へ伝わっている。
上方落語界の重鎮でありながらもあまり独演会を開催しなかったが、2009年11月3日には5度目の独演会をなんばグランド花月で開催している。

## 人物
尊敬する人物として、映画やドラマで何度か共演した森繁久彌の名を度々挙げており、自宅には森繁から直接貰った書が飾られている。仁鶴が売れっ子だった頃の吉本の社長・八田竹男と森繁とは旧制北野中学校時代からの同級生だった。
『ワイドナショー』（2021年8月22日、フジテレビ）では、仁鶴の訃報のニュースの際し、芸人で初めてリンカーンに乗ったのは仁鶴だと、松本人志が発言している。また、吉本興業が松竹芸能よりも規模が小さい時代に、吉本興業を大きく成長させた立役者であることなども紹介された。「笑福亭」の看板は本来は松竹芸能のものであるが、吉本興業にスターの落語家がいなかったため吉本興業に来てもらったのが仁鶴であった。その経緯から、吉本の総帥・林正之助が劇場のギャラが一番高いのは仁鶴とのルールを決めた。仁鶴は吉本興業の恩人であることから、「今のギャラを下げるな」との暗黙のルールがあったことなどの逸話を紹介した。
「バラエティー生活笑百科」で共演した林一弘（弁護士）は仁鶴の人柄について「緊張しながら控室にご挨拶に伺うと、『どうぞお入り!』と中に招いて、コーヒーを振る舞ってくださいます。いつも収録前に仁鶴師匠とフランクにお話しさせていただくおかげで、私もリラックスして番組に参加できた」「決して人を悪く言ったり批判をされません。周囲に対して気になることがあっても直接的な言い方をされず、柔らかい言葉でそれとなく伝えられるんです。『まぁ〜るくおさめる』ことを、普段から行動で示していらっしゃいました」と評し、西条昇（評論家）は「大御所ぶらずに話しやすい、おだやかな方でした」など、仁鶴の人柄を語っている。

## 出演作品

### テレビ

#### 死去時点でのバラエティ番組
- バラエティー生活笑百科[3]（NHK総合、大阪局制作全国ネット） - 司会・相談室長（没後は名誉相談室長）役[注釈 4][35]
- 大阪ほんわかテレビ（ytv）[4] - 司会・岡本仁八→岡本仁作 役[注釈 5]

#### 過去に出演したバラエティ番組
- ヤングおー!おー!（毎日放送）
- 仁鶴とあそぼう!（朝日放送テレビ）
- 仁鶴・きよしのただいま恋愛中 [3]（朝日放送テレビ）
- とにかく仁鶴（関西テレビ、1972年1月 - 3月 日曜 22:00 - 22:15）
- アタック仁鶴（関西テレビ）
- 仁鶴の大入満員（毎日放送、1972年4月 - 1974年4月）[36]
- こんばんは仁鶴です（毎日放送）
- 仁鶴・たか子の夫婦往来（毎日放送）
- 仁鶴のとんち教室（朝日放送テレビ、「夕やけ笑劇場」枠月曜日）
- 仁鶴の夫婦でぶちかまし（読売テレビ）
- やまかんヒット大賞（読売テレビ）
- ごきげん2時（MBSテレビ）
- ズームイン!!朝!（日本テレビ、「おはよう!新婚さん」コーナーを担当）
- お笑いオンステージ（NHK総合、1972年4月 - 1973年5月）
- ごきげんさん（NHK総合、1976年4月 - 1977年3月17日）
- 仁鶴のお笑い決定版（名古屋テレビ）
- 初笑いうるとら寄席（TBSテレビ）
- 初詣!爆笑ヒットパレード（フジテレビ）
- ナイトモーニン（関西テレビ）
- いのちの響（TBSテレビ、ドキュメンタリー）
- どんなんかな予備校（朝日放送テレビ）
- 日曜特番・夢をつくった男たち 〜お笑い100年のパイオニア〜（2012年10月21日、BS-TBS）※笑福亭鶴瓶と対談

#### 過去に出演したテレビドラマ番組
- 銭形平次 （フジテレビ）
  - 第439話「夜霧に消えた男」 - 酒田甚右ヱ門
  - 第732話「浮かれ男が落ちた罠」 - 尾張屋吉兵ヱ
  - 第807話「人情寿限無ばなし」 - 上方亭四角
- けったいな人びと（NHK総合テレビ）
- 座頭市物語 第6話「どしゃぶり」（フジテレビ）※特別出演
- どてらい男・総決算篇（関西テレビ） - 日野広之進
- 徳川三国志 第16話「又八郎人生勝負」（NETテレビ） - 道場主
- 刑事鉄平（関西テレビ） - めしくい喜ちゃん
- 柳生一族の陰謀 第25話（関西テレビ） - 仁平
- 鮎のうた（NHK総合テレビ、連続テレビ小説）
- 心はいつもラムネ色（NHK総合テレビ、連続テレビ小説） - 不動産屋
- いちばん太鼓（NHK総合テレビ、連続テレビ小説） - 竹葉暁生
- 吉宗評判記 暴れん坊将軍 第45話「寿限無寿限無のニセ小判」（テレビ朝日） - 仁兵衛
- 騎馬奉行 （関西テレビ） - お化けの正助 ※セミレギュラー
- 江戸の用心棒（フジテレビ） - 近江屋吉蔵
- 花らんまん（読売テレビ）
- 大江戸捜査網 第371話「笑いを売る謎の男」（東京12チャンネル） - 夢八
- 時代劇スペシャル「沓掛時次郎」（フジテレビ） - 朴庵
- 連続ドラマ小説 木下部長とボク（読売テレビ）
- 笑福亭仁鶴50周年記念ドラマ「だんらん」（関西テレビ） - 原案
- 木曜ゴールデンドラマ「夫婦善哉」（読売テレビ）

### ラジオ

#### 死去時点
- 仁鶴の日曜想い出メロディー（KBS京都ラジオ、1986年10月5日 - 2006年3月25日 全997回[37][5]、2014年4月6日 - 2022年3月27日 ／毎週日曜 8:00 - 9:00）

当初は10:00-12:00に放送されており、後に「ガバッといただき!60分」開始に伴い60分繰り下げられた。この頃までは生放送であり、放送開始40分ほど前に仁鶴が自車でKBS京都入りしていた。
20年続いた長寿番組として2006年3月に一旦放送を終了したが、2014年4月に再開された。
弟子の笑福亭仁嬌が「師匠の名代」として出演している。
死去直後の2021年8月22日と8月29日放送分には仁鶴が死去したことと死去前に収録されたものをそのまま放送する旨のナレーションが追加されている。
死去後初めて収録された2021年9月5日放送分で出演者による追悼番組を放送。以後は従来と同じ放送を行い、2022年3月27日で終了した。

#### 過去
- FMシアター「夫婦うどん」（2002年11月30日、NHK-FM・NHK大阪放送局制作）
- サテスタおひるのプレゼント（ラジオ関西）
- ABCヤングリクエスト（朝日放送ラジオ）「仁鶴・頭のマッサージ」[5]
- そらゆけ電話と歌謡曲 電話とんち学校（朝日放送ラジオ）
- ポップ対歌謡曲（朝日放送ラジオ）[5]
- 東芝サタデーワイド 仁鶴のなんやかんや土曜日です（朝日放送ラジオ）[5]
- 仁鶴の楽書き帖（朝日放送ラジオ、2006年10月 - 2021年3月27日）
  - 朝日放送ラジオでは、仁鶴が2017年秋頃から体調不良で休演してからも、笑福亭仁智や林家菊丸 (3代目) を仁鶴の代役に立てたうえでレギュラー放送を継続した。仁鶴が復帰した際の再開を前提に2021年4月からレギュラー放送を「休止」していたが、仁鶴の死去を受けて、同年12月29日に『笑福亭仁鶴さん追善特別番組「笑福亭仁鶴 最後の楽書き帖」』を放送した。
- 復活! 仁鶴の日曜想い出メロディー サンクススペシャル（2012年12月16日）
- ニイハオ! 仁鶴 (MBSラジオ、1973年4月16日 - 1974年4月5日)[38]
- ハッピー仁鶴 (MBSラジオ、1974年4月8日 - )[39]
- MBSヤングタウン水曜日（MBSラジオ、1975年4月 - 9月）
- ごきげんさん! 3時は笑福亭仁鶴です(MBSラジオ、1982年、金曜日)
- 即席リレー小話、ハイ本番（ラジオ大阪、1964年）[9]
- オーサカ・オールナイト 夜明けまでご一緒に! → オーサカ・オールナイト 叫べ! ヤングら（ラジオ大阪、1966年12月 - 1969年5月）[9]
- ヒットでヒット バチョンといこう!（ラジオ大阪）[9]
- 青春最前線 ドキドキラガジン（ラジオ大阪）
- 笑福亭大仁鶴（ラジオ大阪）
- 仁鶴・裕子の午後の小径（ラジオ大阪）
- 花の五大スター チャンピオン大放送（ニッポン放送、1978年10月 - 1979年3月、月曜日担当）

### 映画
- 体験旅行（1970年）
- 仁鶴・可朝・三枝の 男三匹やったるでぇ!（1970年）
- ああ独身（1970年）
- 谷岡ヤスジのメッタメタガキ道講座（1971年）
- 座頭市御用旅（1972年） - 豆六
- ヤングおー!おー! 日本のジョウシキでーす（1973年）
- 現代任侠史（1973年）
- 桜の森の満開の下（1975年）
- テキヤの石松（1976年）
- ギャンブル一家　チト度が過ぎる（1978年）
- 青葉学園物語（1981年）
- 夢見通りの人々（1989年）
- 流転の海（1990年）
- 釣りバカ日誌14 お遍路大パニック!（2003年）[4]
- 酒井家のしあわせ（2006年） - 酒井照美の父

### 劇場アニメ
- マンザイ太閤記（1981年） - 徳川家康 役
- じゃりン子チエ（1981年） - 花井拳骨 役
- ちびまる子ちゃん イタリアから来た少年（2015年） - 本人 役

### イメージポスター
- 京阪電気鉄道 京阪中之島線開通予告ポスター「シマへ行こう。」篇（2008年） ※豊臣秀吉、福澤諭吉、五代友厚に扮装した。

### CM
- 大塚食品
  - 「ボンカレー」（1972年 - 1978年）
  - 「親子どん」（1978年）
- サッポロビール「ミニ樽」 （1983年）
- サッポロビール「2リッ樽」志ん朝との共演。
- キリンビール「キリン関西風味生ビール」（1994年、関西限定）
- ファミリーマート（2012年）

## レコード・CD・DVD
シングルレコード
- どんなんかなァ／おばちゃんのブルース（1969年12月） - 8万枚[40]、10万枚ほど[41]を売り上げた
- 大発見やァ!／仔犬のラメント（1970年3月）
- 大阪は第二の故郷／へちゃむくれ讃歌（1970年11月）
- 男・赤壁周庵先生／夜店のオペレッタ（1971年11月）
- 花の定期便／どうせ人生まっ裸（1972年4月）
- 仁鶴の娘江州音頭／仁鶴の河内アホダラ音頭（1973年7月）

LPレコード
- 仁鶴古典独演会（1979年、LPレコード）
- 続・仁鶴古典独演会（LPレコード）

CD
- 笑福亭仁鶴（全4集、1994年10月21日、ビクターエンタテインメント）
- 日本の伝統芸能 落語9 三代笑福亭仁鶴（1995年10月1日、テイチクエンタテインメント）
- 日本の伝統芸能 落語10 三代笑福亭仁鶴（同上）
- 上方艶笑落語集 1（1996年3月1日、日本コロムビア）
- もず唱平のなにわ歌小路 35（オムニバスCD、「夜店のオペレッタ」を歌唱、2002年10月23日、テイチクエンタテインメント）
- 上方落語特選（全10集、2004年7月22日、テイチクエンタテインメント）
- 笑福亭仁鶴 独演会DVD＋CD豪華記念本BOOK（2008年9月）[42]

## 書籍
- 『仁鶴の鼻ちょうちん』六月社書房、1972年5月10日。
- 仁鶴の頭のマッサージ（『ABCヤングリクエスト』の企画で誕生、1973年、自由国民社）
- 仁鶴の落語（1974年、講談社）
- 仁鶴湯（『マンスリーよしもと』での連載記事に加筆・再編集したもの、2005年6月、主婦と生活社、ISBN 439113098X）

## 追悼番組

### テレビ
- BSよしもと[43]　「笑福亭仁鶴一周忌追善特別番組」（2022年8月22日 - 26日) 、「笑福亭仁鶴一周忌追善落語会」（2022年8月27日） ※2022年8月17日なんばグランド花月での落語会の放送。

## 笑福亭仁鶴を演じた俳優
- 菅広文（ロザン）（舞台「吉本百年物語 深夜のキラ星〜スター誕生〜」、2012年）